# Sclerocrana atra
Sclerocrana atra — вид грибів, що належить до монотипового роду  Sclerocrana.